# Bruce Hung
Hung Chih-ha (chino= 禾浩辰, pinyin= Hé Hàochén) más conocido como Bruce Hung (chino= 布鲁斯), es un actor Taiwanés.

## Biografía
Estudió en la Universidad Nacional de Tainan (en inglés: "National University of Tainan").
Es buen amigo de la cantante taiwanesa Gui Gui.

## Carrera
El 15 de agosto del 2014 se unió al elenco de la película Café. Waiting. Love donde dio vida a Senior A-Tuo, un joven bastante legendario en la universidad, que luego de que su novia lo deje se hace muy buen amigo de Si-ying (Vivian Sung), la joven que lo defiende.
El 6 de enero del 2019 se unió al elenco principal de la serie Hello Again! donde interpretó a Yang Zi Hao, el vicepresidente ejecutivo de una compañía que después de diez años se reencuentra con Chang Ke Ai (Amber An) su compañera de la universidad, hasta el final de la serie el 28 de abril del mismo año.

## Filmografía[5]

### Series de televisión
| Año  | Título                        | Personaje      | Notas        |
| ---- | ----------------------------- | -------------- | ------------ |
| 2019 | Young Blood (大宋少年志)      | Wei Ya Nei     | 42 episodios |
| 2019 | Hello Again! (你有念大学吗？) | Yang Zi Hao    | 16 episodios |
| 2018 | The Ex-Man (前男友不是人)     | Tony           |              |
| 2016 | A Good Day (美好年代)         | Jiang Xin Yuan | 23 episodios |
| 2016 | Metro of Love                 | Xiao Gao       | 2 episodios  |
| 2015 | Happy Together (同乐会)       | Wang Bo Han    | 15 episodios |

### Películas
| Año  | Título                                                    | Personaje                        | Notas                                                                  |
| ---- | --------------------------------------------------------- | -------------------------------- | ---------------------------------------------------------------------- |
| 2020 | 灵语                                                      | -                                |                                                                        |
| 2020 | 初恋教我的十八件事                                        | 成大业                           |                                                                        |
| 2018 | How to Train Our Dragon (有五个姊姊的我就注定要单身了啊!) | Estudiante A                     | junto a Sheng-yu Yen                                                   |
| 2018 | More Than Blue (比悲伤更悲伤的故事)                       | A Pang                           | junto a Jasper Liu, Ivy Chen, Bryan Chang, Annie Chen y Gui Gui        |
| 2018 | Graduation Trip (毕业旅行笑翻天)                          | 马云豪                           | junto a Wang Zi, Xu Jiao, Yuexin Wang y Ouyang Nini                    |
| 2017 | Meant to Be (冥中注定我爱你)                              | 纪嘉树                           | junto a Huang Peijia, Carolyn Chen, 柯逸华, Da-her Lin y Reina Ikehata |
| 2017 | mon mon mon MONSTERS (报告老师！怪怪怪怪物!)              | Hombre en la Máquina Expendedora | (cameo)                                                                |
| 2017 | 猫先生与猪小姐                                            | 邱天                             |                                                                        |
| 2016 | Rookie Chef (神厨)                                        | Wu Kuai Ji                       | junto a Wang Bo Chieh, Lorene Ren y Emerson Tsai                       |
| 2016 | Like Life (人生按个赞)                                    | Wang Guo Liang                   | junto a Hu Kua, Pai Ping-ping y Yvonne Yung                            |
| 2015 | Running Hunter (奔跑吧！猎人)                             | "Blue"                           | (corto) - junto a Fion Fu, Sing Hong Yan-Hsiang y Marc Orange (歐馬克) |
| 2015 | When Miracle Meets Maths (爱情算不算)                     | Qiu Petar                        | junto a Jade Chou, Lu Yi-ching y Kao Ying-Hsuan                        |
| 2015 | Les Aventures d'Anthony (陪安东尼度过漫长岁)              | Pierre                           | junto a Liu Chang, Bai Baihe, Tang Yixin, Vivian Sung y Archie Kao     |
| 2014 | Café. Waiting. Love (等一个人咖啡)                        | Senior A-Tuo                     | junto a Vivian Sung, Megan Lai y Vivian Chow                           |

### Apariciones en programas
| Año  | Título                                | Notas |
| ---- | ------------------------------------- | ----- |
| 2019 | 腾讯视频《超级企鹅联盟Super3:星斗场》 |       |

### Videos musicales
| Año  | Artista             | Canción          | Notas |
| ---- | ------------------- | ---------------- | ----- |
| 2014 | Pets Tseng (曾沛慈) | "不过失去一点点" |       |
| 2014 | Pets Tseng (曾沛慈) | "多年后"         |       |

### Anuncios
| Año | Título                   | Notas |
| --- | ------------------------ | ----- |
| -   | LINE著你集点: 追求篇     |       |
| -   | LINE著你集点: ─在一起篇  |       |
| -   | Airwalk                  |       |
| -   | 葡萄王人参蚬B群          |       |
| -   | 大金空调广告: 人生的选择 |       |
| -   | 雀巢: 柠檬红茶           |       |